# NGC 1277
NGC 1277是在天球上位於英仙座的透鏡狀星系。該星系是英仙座星系團的成員星系，距離銀河系約7300萬秒差距或2.2億光年。該星系的視星等14.7。1875年12月4日，天文學家勞倫斯·帕森思，第四代羅斯伯爵發現NGC 1277。
NGC 1277因為其恆星是在約120億年前以每1億年的間隔形成，而被稱為「早期宇宙的遺跡」。該星系在短期內形成恆星的速度是銀河系的1000倍。在快速形成恆星的過程以後，NGC 1277內部主要分布富含金屬的恆星，並且大約比太陽古老70億年。目前仍未確認NGC 1277是否為「遺跡星系」，目前的研究仍在驗證這種可能性。

## 超大質量黑洞

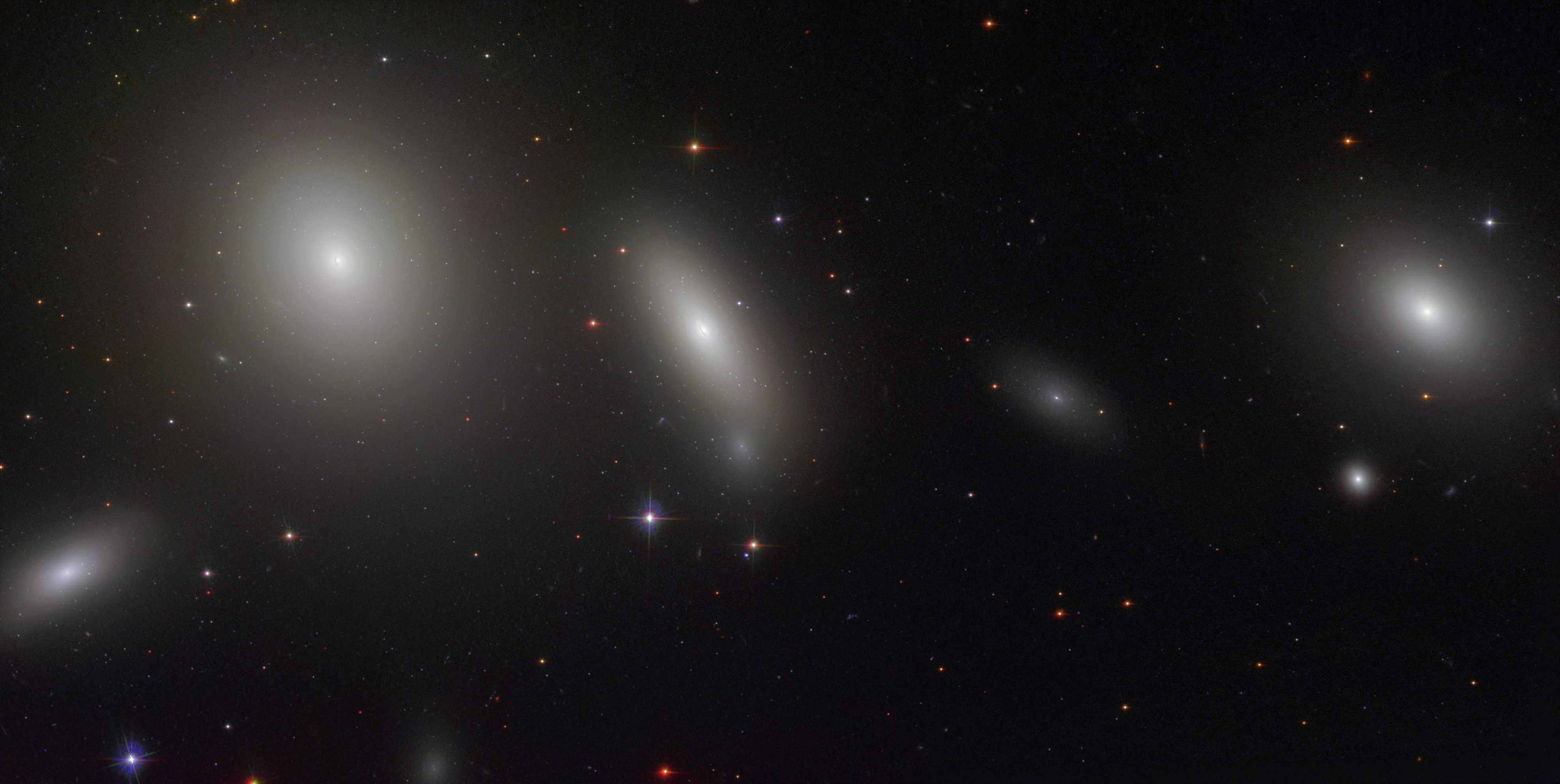
NGC 1277的恆星似乎在120億年前形成。

天文學家對NGC 1277的初步研究發現其中心可能存在超大質量黑洞。
2012年11月28日，德国马克斯·普朗克天文研究所的有关天文学家，使用位於美國德州麦克唐纳天文台的霍比-埃伯利望远镜进行观测，在NGC 1277中心发现质量巨大的黑洞。该黑洞质量為1.7×1010 M☉，占星系总质量的14%。這是因為大量恆星在星系中心附近運動所導致。因此NGC 1277中心的黑洞成為已知質量最高的黑洞之一，並與其宿主星系的質量有關。
後續的研究基於相同的資料並於翌年發表，並得到了截然不同的結果。該研究認為原本被認為質量高達1.7×1010 M☉的黑洞其實並沒有那麼高的質量。研究中該黑洞的質量估計值在20到50億倍太陽質量之間。這個結果低於先前估計質量的三分之一，較之前的結果明顯下修。目前沒有一個黑洞在星系內任意位置的模型可以擬合NGC 1277的觀測資料，即使模型設定黑洞在星系中心。即使如此，該黑洞仍是至今發現的最巨大黑洞之一，其直徑約296億公里，幾乎是太陽到冥王星距離的5倍。
最近的研究開始使用自适应光学進行觀測以得到NGC 1277內部黑洞更準確的質量估計值。
一組天文學家使用雙子星天文台的近紅外線積分場光譜儀對NGC 1277進行觀測，以取得對中心黑洞更精確的估計值。該團隊使用的模型與先前的類似，但解析度更高。在使用恆星動力學和光度模型以後，該黑洞的質量估計值為4.9×109 M☉，與先前的20到50億倍太陽值量的結果相近。因此，NGC 1277的巨大黑洞仍是質量最高的黑洞之一，但它是否為超大質量黑洞仍有待確認。
最新的研究則是另一組天文學家使用凱克I望遠鏡對NGC 1277觀測，該黑洞的質量估計為1.2×109 M☉，是最符合模型預測的估計值。這個值與Walsh和 Emsellem的團隊研究結果一致，儘管它只有原估計的50億倍的四分之一，更比van den Bosch初次提出的值低了一個數量級。